# Megasoma sleeperi
Megasoma sleeperi es una especie de escarabajo rinoceronte del género Megasoma, tribu Dynastini, familia Scarabaeidae. Fue descrita científicamente por Hardy en 1972.
La especie se mantiene activa durante los meses de agosto, septiembre y octubre.

## Descripción
Mide 25-26 milímetros de longitud.

## Distribución
Se distribuye por Estados Unidos.